# Działy specjalne produkcji rolnej
Działy specjalne produkcji rolnej – termin prawniczy oznaczający rodzaj uprawy lub produkcji rolnej, przyjęty na użytek podatkowy w ustawach o PIT i CIT.
Działami specjalnymi produkcji rolnej są:
- uprawy w szklarniach ogrzewanych powyżej 25 m²
- uprawy w szklarniach nieogrzewanych powyżej 25 m²
- uprawy w tunelach foliowych ogrzewanych powyżej 50 m²:
- uprawy grzybów i ich grzybni – powyżej 25 m² powierzchni uprawowej
- drób rzeźny – powyżej 100 szt. (kurczęta, gęsi, kaczki, indyki)
- drób nieśny powyżej 80 szt. (kury nieśne i mięsne, gęsi, kaczki, indyki w stadzie reprodukcyjnym oraz kury do produkcji jaj konsumpcyjnych)
- wylęgarnie drobiu (kurczęta, gęsi, kaczki, indyki)
- zwierzęta futerkowe (lisy i jenoty, norki, tchórze, szynszyle, nutrie oraz króliki powyżej 50 sztuk samic stada podstawowego)
- zwierzęta laboratoryjne (szczury białe, myszy białe)
- jedwabniki (produkcja kokonów)
- pasieki powyżej 80 rodzin
- uprawy roślin in vitro
- hodowla entomofagów
- hodowla dżdżownic
- hodowla i chów innych zwierząt poza gospodarstwem rolnym (krowy powyżej 5 sztuk, cielęta powyżej 10 sztuk, bydło rzeźne powyżej 10 sztuk z wyjątkiem opasów, tuczniki powyżej 50 sztuk, prosięta i warchlaki powyżej 50 sztuk, chów i hodowla owiec powyżej 10 sztuk, tucz owiec powyżej 15 sztuk, konie rzeźne albo hodowlane, hodowla ryb akwariowych powyżej 700 dm3 objętości akwarium, hodowla psów rasowych albo kotów rasowych).

## Sposób obliczania podatku PIT
Na podstawie art. 24 ust. 4 ustawy o PIT dochód z działów specjalnych produkcji rolnej może być ustalony na dwa sposoby:
1) jeżeli są prowadzone księgi wykazujące przychody, o których mowa w art. 15 ustawy o PIT (podatkowa księga przychodów i rozchodów albo księgi rachunkowe) – dochodem z działów specjalnych produkcji rolnej jest różnica między przychodem z tytułu prowadzenia tych działów a poniesionymi kosztami uzyskania, powiększonymi o wartość przyrostu stada zwierząt na koniec roku podatkowego w porównaniu ze stanem na początek roku i pomniejszona o wartość ubytków w tym stadzie w ciągu roku podatkowego;
Podatnik prowadzący działy specjalne produkcji rolnej zobowiązany jest do powiadomienia właściwego naczelnika urzędu skarbowego o zamiarze prowadzenia ksiąg wykazujących przychód. Musi to zrobić przed rozpoczęciem roku podatkowego albo przed rozpoczęciem prowadzenia działów specjalnych produkcji rolnej, jeżeli nastąpiło ono w ciągu roku.
2) jeżeli nie są prowadzone ww. księgi wykazujące przychody – dochód z tego źródła ustala się przy zastosowaniu norm szacunkowych dochodu z określonej powierzchni upraw lub jednostki produkcyjnej zwierzęcej, określonych w rozporządzeniu Ministra właściwego do spraw finansów publicznych.
Minister właściwy do spraw finansów publicznych w porozumieniu z ministrem właściwym do spraw rolnictwa ogłasza w drodze rozporządzenia normy szacunkowe dochodu z działów specjalnych produkcji rolnej (dochodu z określonej powierzchni upraw lub jednostki produkcji zwierzęcej), zmieniając je corocznie w stopniu odpowiadającym wskaźnikowi wzrostu cen towarowej produkcji rolniczej, ogłaszanego przez Prezesa Głównego Urzędu Statystycznego w Dzienniku Urzędowym Rzeczypospolitej Polskiej „Monitor Polski”.